# Sede titolare di Azieri
Azieri (in latino: Axeriensis) è una sede titolare soppressa della Chiesa cattolica.

## Storia
Eubel colloca la sede nella provincia romana della Mesopotamia, suffraganea dell'arcidiocesi di Anastasiopoli (forse arcidiocesi di Dara).
Gli Annuari Pontifici dell'Ottocento evidenziano un'evoluzione del nome di questa sede e della sua collocazione geografica: Oxierensis, Oxiriensis in Arcadia, Axierensis che dal 1863 diventa la dizione prevalente.
La sede titolare è stata soppressa nella seconda metà dell'Ottocento.

## Cronotassi dei vescovi titolari
- Alexander Działyński † (23 dicembre 1737 - 26 dicembre 1739 deceduto)
- William Coppinger † (15 gennaio 1788 - 4 giugno 1791 succeduto vescovo di Cloyne)
- Célestine René Laurent Guynemer de la Hailandière † (17 maggio 1839 - 26 giugno 1839 succeduto vescovo di Vincennes)
- John McCloskey † (21 novembre 1843 - 21 maggio 1847 nominato vescovo di Albany)
- Florentin-Etienne Jaussen † (9 maggio 1848 - 9 settembre 1891 deceduto)